# Ultra Music
Ultra Music er et amerikansk pladeselskab grundlagt i 1995 af Patrick Moxey. Pladeselskabet koncentrerer sig om udgivelser indenfor electronic dance music. Den 23. januar 2013 blev selskabet lagt ind under Sony Music.
En lang række artister har udgivet på Ultra Music, herunder Rosette Sharma, Pitbull, Calvin Harris, Wolfgang Gartner, Benny Benassi, Edward Maya, Headhunterz, Congorock, Rebecca & Fiona, David Guetta, Mayra Verónica, Inna, Fedde le Grand, Basshunter, Alexandra Stan, Brass Knuckles, John de Sohn, deadmau5 og Galimatias
Ultra Musics YouTube kanal har mere end 2 milliarder visninger og 1,5 million følgere. Kanalen er nr 11 på listen over de mest sete kanaler.